# Матакито
Матаки́то (исп. Mataquito) — река в провинции Курико́ региона Мауле в центральной части Чили. Длина реки 95 километров, площадь водосбора 6190 км². Расход воды составляет 153 м³/с.
Образуется при слиянии рек Тено и Лонтуэ возле местечка Саграда-Фамилия к западу от города Курико, далее течёт в западном направлении. Впадает в Тихий океан к югу от города Илока в коммуне Ликантен.
Количество растворённых в водах реки веществ составляет 342 мг/л. Максимум речного стока приходится на июль, минимум — на март.

## Хозяйственное использование

Воды Матакито используются для орошения близлежащих территорий общей площадью 1231,99 км² по сети из 35 каналов.
В верховьях одной из составляющих Матакито, реки Тено, существует небольшое водохранилище Эль-Планчон объёмом 70 млн м³.

## Этимология названия
По версии историка Р. Леон-Эчаиса название происходит от аймарского словосочетания, имеющего значение «дать пинок ламе», поскольку, когда инки достигли этой реки, их ламы отказались приближаться к её водам.

## Притоки
Основными притоками являются реки Тено, Лонтуэ, Карретон, Куленар, Курепто.